# 阿迈勒运动
阿迈勒运动（阿拉伯语：‎ ) 是黎巴嫩一个什叶派政党。该党由穆萨·萨德尔于1974年创立。截至2021年，阿迈勒运动是黎巴嫩議會中最大的什叶派政党。阿迈勒运动的政壇盟友是真主党和进步社会党。